# 시나이 반란
시나이 반란은 2011년 이집트 위기의 시작으로 발생한 시나이반도의 위기로, 2011년 이집트 혁명 당시 이집트 대통령 호스니 무바라크의 몰락 이후 가열되었다. 시나이 반군은 지역 베두인족으로 구성되어 있으며, 이들은 이집트의 혼란적인 상황을 이용해 시나이반도의 정부군에 대해 일련의 공격을 가한 후 중앙 정부를 약화시키려고 하고 있다. 2011년 중앙 정부는 정치적이고 군사적인 방법으로 시나이반도의 재장악을 시도했다.
독수리 작전과 시나이 작전을 통해 이집트는 시나이반도를 다시 확보하려 했다. 2013년 5월 이집트 교관들의 유괴 이후 시나이반도에서의 폭력은 다시 급증했다. 2013년 이집트 쿠데타 이후 모하메트 모시가 축출되고 전례없는 충돌이 발생했다. 2014년 성전 지지군이 이슬람 국가에 복종했고, 그들 스스로를 시나 윌라야트라고 선포했다. 2015년까지 무장 단체의 공격은 이어졌다. 보안 당국은 리비아에 본부를 둔 군벌들이 시나 윌라야트와 연합하고 있다고 말했다.
지역 주민들의 이주는 시나이 반란의 결과로 나온 것으로 무장 단체 토벌 작전 및 불확실한 보안 상태에서 과도한 군사 작전과 수백 채의 가옥을 불태우고 거주자들을 이전시키는 것까지 다양하다. 이는 이집트군이 가자 지구에서 드나드는 무기와 무장단체들을 막기 위해 완충지대를 설치하려는 목적에서 시행하는 것이다. 분쟁 시작 이후 수많은 시민들이 군사 작전 또는 처형이나 납치로 사망했다.
행정적으로 시나이반도는 자누브시나 주와 샤말시나 주로 나누어져 있다. 다른 3개의 주가 수에즈 운하를 따라 나 있다. 수에즈 운하의 남쪽 끝에 수에즈주가 있으며 이스마일리아 주가 정중앙에 위치해 있고, 북쪽에는 포트사이드 주가 있다.

## 배경
수피교도는 시나이반도에서 성전주의자들이 이 지역을 장악하기 전까지 우세한 종교였다. 시나이반도는 무법 상태인 것으로 오랫동안 알려져 있었고, 역사적으로 무기와 보급품의 비밀 통로 역할을 했다. 1979년 이집트-이스라엘 평화조약이 체결된 이후 지역 내 보안군의 주둔이 급감했고, 무장 단체가 더 자유로이 행동할 수 있었다. 더욱이 직접적인 정부의 투자와 시나이의 발전계획이 제한되어 있었기 때문에 이는 지역 주민이었던 베두인 족의 반발을 샀다. 시나이의 거친 영토와 자원의 부족으로 지역은 더욱 가난해졌고, 이로 인해 무장단체가 확장되었다.
2011년 1월의 봉기 이후 호스니 무바라크 정권이 축출되었고 이는 이집트의 불안정을 촉진했다. 급진적인 이슬람주의자들이 시나이반도에 생긴 안보의 공백을 이용해 이집트군과 상업 시설에 공격을 가했다.

### 가자 지구와의 연계성
시나이 사막에 활동하는 15개의 무장 단체들은 가장 우세하면서도 활동적인 단체들이며, 이들은 가자 지구와 밀접한 관련을 가지고 있다. 가자 이슬람군은 가자 지구에 본부를 둔 미국이 지정한 테러 단체로 시나이반도의 무장 단체들의 훈련 및 보급을 담당하고 있다. 수장 모하메트 도르모시는 하마스 지도층과도 가까운 사이로 알려져 있다. 결국 가자 이슬람군은 시나이반도 무장 단체들을 훈련시킨 후 테러 및 성전 활동을 위해 시나이반도로 되돌려보내는 역할을 하고 있다고 볼 수 있다.

## 외국의 반응

### 이스라엘
2011년 이후 2년간 이스라엘은 캠프데이비드 협정에 따라 시나이반도에서 시행하는 2개의 이집트군 작전을 승인했다. 이 협정은 시나이반도가 비무장지대로 남아야 하며 시나이반도의 군사는 안보를 강화하는 군 외에는 존재할 수 없다는 것을 명시했다. 이스라엘은 정치적 시위나 무장 단체의 폭력과 같은 불안정한 요소가 시나이반도에 남아있는 것을 꺼렸기에 작전을 승인했다.
그러나 2012년 이집트가 이스라엘과의 협력 없이 군대 및 전차를 증파하면서 이스라엘 정부는 우려를 표했다. 8월 21일 이스라엘 외교부 장관 아비즈도르 리에베르만은 이스라엘에게 이집트-이스라엘 평화조약이 유지되는 것과 이집트군이 시나이를 통과할 때 침묵하지 않는 것은 중요하다고 말했다. 이집트가 이스라엘 정부에 시나이반도에 전차를 파견한 것을 알리지 않은 것으로 인해 이스라엘 정부 관계자들 사이에서 우려가 증대했는데, 이는 평화 조약을 위반한 것이기 때문이었다. 리에베르만은 "우리는 모든 세부 사항들이 지켜지는 지 확인해야만 한다."고 발표했다
같은 날 이스라엘 일간지 마리는 이스라엘이 백악관을 거쳐 이집트에 서신을 보냈다고 보고했다. 서신은 이스라엘과의 협력 없이 시나이반도에 군대를 증파하는 것에 항의하며, 이집트에게 전차의 주둔이 시나이반도가 비무장 지대로 남는 것을 협의한 캠프 데이비드 협정을 위반한 것이기 때문에 이 부대를 철수시켜야 한다고 말했다. 이스라엘 일간지가 보도한 것은 뉴욕 타임즈에도 실려 이스라엘이 북부 시나이반도에 이스라엘과 협의 없이 전차를 배치한 것으로 양국 관계가 꼬였고, 이집트에게 철수를 요구했다고 과장보도되었다. 시나이반도에 군대를 배치한 이집트군으로 인해 이스라엘은 가장 중요한 지역 파트너와의 관계에 대해 걱정하기 시작했다. 군대 배치에서 협의의 부족은 뉴욕 타임즈에 따르면 수십년간 노력한 이스라엘의 안보를 핵심으로 삼은 평화 조약을 위반한 것이라고 볼 수도 있었다. 이스라엘은 이집트가 독수리 작전을 통해 시나이반도에 군 주둔을 강화하고 테러 위협을 제거하기 위한 상징적인 행동 그 이상을 할 수 있다고 우려했다. 그러나 이스라엘은 공식적인 불만을 나타내는 것보다 조용한 접촉을 통해 문제를 해결하는 방향을 택했고, 이집트와의 관계가 경색되는 것을 피하기 위해 미국으로부터 중재를 받았다.
2012년 8월 24일 이집트 군사 자료는 이집트 국방부 장관과 이스라엘 국방부 장관이 시나이반도의 무장에 대한 문제에 관해 합의점을 찾았다고 말했다. 알하야트는 시시가 바라크에 전화를 걸어 이스라엘과의 평화 조약을 유지하겠다고 약속했다고 밝혔다. 시시는 시나이반도의 무장이 일시적인 것이며 보안을 강구하고 테러에 맞서 싸우는 것을 충족해야 한다고 덧붙였다. 그러나 이스라엘 국방부 측은 공식적으로 그러한 대화가 오간 적이 없다고 말했다.
2012년 8월 모시는 보안 작전이 그 누구도 위협하지 않는다고 말하며, "국제적 또는 지역 내에서 이집트 보안군의 주둔에 대한 우려는 있어서는 안 된다"고 덧붙였다. 모시는 "전역이 국제 조약을 완전히 존중하는 상에서 이뤄지고 있으며 이집트-이스라엘 평화 조건은 시나이반도 내 이집트군의 배치로 제한되어 있다"고 말했다. 이스라엘 당국은 이집트가 시나이반도에 중무장한 군대를 보내는 것을 우려했다.
2012년 9월 8일 이스라엘 정부는 독수리 작전에 대해 이스라엘과 이집트 사이에 협의가 오갔다는 것을 확인했다. 이집트 군 관계자인 아흐메트 모하메트 알리는 이집트가 이스라엘과 시나이반도의 안보적 조치에 관해 논의했었다는 것을 발표했다.
2015년 7월 2일 15개의 이집트군 검문소에 대한 공격이 있은 후 이스라엘은 이집트에게 지역 성전주의자 집잔들에게 북부 시나이에서 자유로이 활동할 수 있도록 선언했고, 임의적으로 1979년 캠프 데이비드 협정을 무시해도 좋다는 것을 허용했다.  [ 이스라엘 총리 벤자민 나타냐후는 이집트에 특사를 보내 7월 1일 이집트를 강타한 무장 단체의 공격에 위로를 표했다. 그는 "우리는 이슬람 극단주의와 맞서 싸우는 중동의 여러 국가들과 세계, 그리고 이집트와 함께 할 것입니다."라고 언급했다.

### 미국
CNN에 따르면 시나이반도에서의 보안을 강화하고, 모르시를 도우며 이스라엘을 안심시키기 위해 미국 국방부 장관 레온 파네타는 이집트에게 고급 비문들을 공유함으로써 이집트가 지역 내 군사적 위협을 식별할 수 있도록 도울 것이라고 말했다. 이러한 기술은 상당한 거리에서도 차량을 식별하기 위해 이라크 및 아프가니스탄에서도 사용된 것이었다. 미국은 더욱 증가된 정보를 제공하며 인공위성 사진 및 무인기 비행 등을 포함하고 있다. 미국은 테러 공격에 대비해 휴대전화를 비롯하 다양한 통신 체계를 해독하고 있다.
2012년 8월 22일 미국 국방부는 이집트에게 독수리 작전을 비롯한 시나이반도 내의 안보 작전을 투명하게 해 줄 것을 촉구했다. 국방부는 미국 정부가 테러에 맞선 독수리 작전을 지지하지만, 1979년 캠프 데이비드 협정에 따라 이집트가 시나이반도에서 증가하는 군사 작전에 관해 이스라엘과 협력을 이어가야 한다고 강조했다. 국방부는 이집트에게 1979년 이스라엘-이집트 평화 조약 준수를 요청했다.

## 같이 보기
- 아랍의 봄
- 아랍의 겨울
- 가자-이스라엘 분쟁
- 마그레브 반란 (2002년~현재)
- 사헬 전쟁
- 보코 하람 반란